# Гоща
Го́ща — селище в Україні, колишній центр Гощанського району, центр Гощанської селищної територіальної громади Рівненського району Рівненської області.
Селище розташоване на річці Горинь, за 33 км від залізничного вузла Рівне.

## Розташування
Гоща розташована на річці Горинь на Західній Волині. Площа селища - 5,59 км².
Відстань шосейними шляхами до Рівного — 28 км, фізична відстань до Києва — 251,97 км.
У селищі річка Берества впадає у Горинь.
Сусідні населені пункти:

## Назва
Назва селища походить від слова гост (погост), що означає «поселення».

## Історія
Перша згадка у літописах про Гощу датується 1152 роком. У глибоку давнину великі литовські князі подарували землю по річці Горинь, між Корцем і Острогом, хрещеному магометанину Мурзі-Кирдей-Хану.
Гоща набула статусу міста у XVI ст. (Магдебурзьке право). Володіли Гощею родини Кердеїв-Гойських. Ще на початку ХХ століття в північній частині міста прослідковувалися вали та рештки старого замку. Тут, у школі аріанської секти, якою керували Гавриїл і Роман Гойські, а фінансував воєвода Київський князь Костянтин Острозький, в 1601—1603 роках навчався майбутній московський самодержець Лжедмитрій I.
У XVII ст. Гоща належала князям Соломирецьким. Зокрема, княгиня Регіна Соломирецька виступила фундатором й меценатом Михайлівського монастиря, з умовою відкриття при монастирі школи. 1639 року до обителі перенесено школу-філію Києво-Могилянського колегіуму з Вінниці (перед тим, у першій половині XVII ст., у місті діяв аріанський навчальний заклад). Викладання в таких філіях (інша мала місце у Крем'янці) відбувалося за програмою Київської колегії («ведле порядку школ києвских»). Рівень викладання засвідчують постаті ректорів школи Ігнатія Оксеновича Старушича й Інокентія Гізеля.
У Соломирецьких Гощу купує коронний воєвода, «миротворець» Адам Кисіль. Під час повстання Хмельницького А. Кисіль доволі часто проживав тут. Зі свого маєтку в Гощі А. Кисіль вів перемовини з Богданом Хмельницьким наприкінці весни — на початку літа 1648 року. Листи він посилав за допомогою монахів Гощанського чоловічого монастиря, переважно через Петронія Ласка. Вдова А. Киселя Анастасія продала маєток гетьману Павлу Тетері.
Декілька разів на Гощу нападали повстанці та козацькі ватажки, наводячи страх на мешканців, особливо юдеїв.
У 1775 р. володіли Ленкевичі, Наприкінці XVIII століття ними був закладений парк, що згодом став окрасою міста і був віднесений до десятки найцікавіших парків України.
У XIX ст. власниками були Валевські, які в Гощі мали одну з найбільших вівчарень на Волині (близько 3 тис. овець), а також стайні на 300 коней.
Під час визвольних змагань Гоща відійшла до Польщі.
До 17 вересня 1939 року місто належало Ровенському повіту Волинського воєводства. Тут розміщувався охоронний прикордонний батальйон «Гоща».
20 січня 1940 року було утворено Гощанський район.
4 липня 1941 року гітлерівці захопили Гощу маючи агентурні дані польської таємної поліції почали знищувати активістів підпілля та українських націоналістів.
 У червні 1942 року створена група месників на чолі з Іваном Кутковцем. Одночасно з цим підрозділом в районі діяла розгалужена мережа українських повстанців. У селах, на хуторах, лісах несли варту вояки УПА.
В часи Другої світової війни 20 травня 1942 року нацистською владою в містечку розстріляно 670 євреїв  .
У 1959 році Гоща набула статус селища міського типу.
25 листопада 2018 року в Гощі освячено храм УПЦ КП на честь святителя Василія Великого.

## Культура

### Бібліотеки

#### Гощанська центральна бібліотека
В лютому 1940 р. видана постанова бюро Рівненського обкому КГ(б) України № 28 «Про організацію бібліотек в області». В Гощі була створена бібліотека. Під час Другої світової війни вона була знищена. У лютому 1947 р.  створено хату-читальню (площа кімнати складала 25 м.кв.) фонд декілька десятків книг. В 1959 р. районна бібліотека отримала нове приміщення, загальною площею 80 м.кв. При бібліотеці діяло 2 пересувки, працювало три бібліотечні працівники: завідувач райбібліотекою, один методист і один бібліотекар.
Станом на 01.01.1960 р. фонд районної бібліотеки становив 5585 примірників. В бібліотеці діяли алфавітний і систематичний каталоги.  В 1969 р. відбулося роз'єднання районів. Гощанський район був поділений на Корецький, Острозький і Гощанський. На період 1970 р. районна бібліотека обслуговувала 1804 читача і фонд становив — 23247 книг; книговидача — 36785 примірників. У 1974 р. була прийнята Постанова УК КПРС: «Про підвищення ролі бібліотек в комуністичному вихованні трудящих і НТТ». В зв'язку з цим ЦК Партії доручив Раді Міністрів союзних республік, обласним виконкомам Рад депутатів трудящих провести в 1974—1980 рр. централізацію масових бібліотек єдиної системи з єдиним книжковим фондом. В 1977 р. в Гощанському районі була розпочата робота над зведеним АК всіх бібліотек району, а з 3 лютого 1978 р. створена Гощанська централізована бібліотечна система, директором якої стала Музичук Є. Н., а заступником директора по роботі з дітьми — Калюх А. С. Гощанська ЦБС включала: Гощанську центральну районну бібліотеку, Гощанську районну бібліотеку для дітей, Тучинську сільську бібліотеку для дітей і 62 сільські бібліотеки. Районна бібліотека складалась з таких відділів: обслуговування читачів (абонемент і читальна зала); комплектування та обробки літератури; методично-бібліографічний відділ; організації і використання єдиного книжкового фонду. На період 1980 р. 2300 читачів обслуговувалось в районній бібліотеці, що в порівнянні з 1970 р. збільшено на 500 чоловік; книговидача становила в районній бібліотеці — 47000 книг; в філіалах — 74200. Фонд районної бібліотеки нараховував 36726 книг, що в порівнянні з 1970 р. збільшився на 13500 примірників.
У 1985—1992 рр. відзначається перебудовними процесами в усіх напрямках діяльності бібліотек. Багато літератури вилучається з фондів бібліотек, як застарілої за змістом. Дублетна передається у відділ збереження та використання бібліотечного фонду для розприділення між бібліотеками інших систем і відомств. В 1991 р. проведено переінвентаризацією бібліотечного фонду, запроваджуються в життя нові звичаї та обряди (раніше забуті), відроджується духовність тощо.   На період 1994 року фонд Гощанської ЦБС нараховував 453519 примірників. Щомісячно, спільно з районним об'єднанням культури і дозвілля, випускається сторінка «Світоч культури» в районній газеті «Рідний край», де друкуються матеріали з досвіду роботи закладів культури і бібліотек. 
На виконання розпорядження голови Гощанської районної державної адміністрації  № 471 від 14.11.2001 року «Про реформування системи бібліотечного обслуговування населення Гощанського району» упорядковано мережу публічних і шкільних бібліотек. В районі стало функціонувати 47 публічно-шкільних бібліотек, коли до реорганізації в обох системах діяло 74 бібліотеки, з них — 32 шкільних.
У 2008 році ЦРБ, ЦРДБ мають 4 комп'ютери, власний вебсайт в мережі Інтернет, 2 ксерокси, 1 сканер, 4 принтери.  У 2010 році в Гощанській централізованій системі публічно-шкільних бібліотек працює 32 бібліотеки. З них — 1 центральна районна бібліотека, 1 центральна районна дитяча бібліотека, 30 сільських публічно-шкільних бібліотек. Також 30 населених пунктів обслуговуються нестаціонарними формами обслуговування.

#### Центральна дитяча бібліотека
Окремо дитяча  бібліотека почала діяти в 1952 р. В 1959 р. площа дитячої бібліотеки становила 18 м кв., Дитячий фонд — 11413 примірників. Обслуговувала 730 читачів, яким було видано 19970 книг. Основним джерелом комплектування фонду був Рівненський бібліотечний колектор. В 1959 р. отримала 1597 примірників книг та журналів.
В 1960 р. бібліотека перебралась в нове приміщення по вул Комуністична, (Застав'я),19 в цьому приміщенні знаходилась також і районна масова. Для дитячої бібліотеки було виділено 2 кімнати, площею до 25 м кв. книжковий фонд — 10825; читачів — 826; книговидача — 24 875 примірників книг та журналів.
В 1967 р. дитячу бібліотеку було переведено в приміщення по вул. Червоноармійській (Незалежності),36 площею 86 м.кв., де й знаходиться до цього часу. В період з 1960—1974 рр. збільшилося число користувачів з 826 до 1585; книговидача з 24875 до 56900; книжковий фонд з 10825 до 26118 примірників.

## Транспорт
Поблизу селища проходить автошлях E40М06.

## Населення
За переписом населення 2001 року у Гощі проживало 5280 осіб.
| 1959    | 1970    | 1979    | 1989    | 1992       | 1998       | 2001    | 2003    | 2004    | 2005    |
| ------- | ------- | ------- | ------- | ---------- | ---------- | ------- | ------- | ------- | ------- |
| 2 447   | ▲ 3 658 | ▲ 4 464 | ▲ 5 450 | ▲ 5,7 тис. | ▲ 5,8 тис. | ▼ 5 280 | ▬ 5 253 | ▬ 5 257 | ▲ 5 299 |
| 2006    | 2007    | 2008    | 2009    | 2010       | 2011       | 2012    | 2013    | 2014    | 2015    |
| ▼ 5 251 | ▼ 5 220 | ▲ 5 282 | ▬ 5 291 | ▲ 5 340    | ▲ 5 360    | ▬ 5 361 | ▬ 5 369 | ▲ 5 393 | ▬ 5 403 |
| 2016    | 2017    | 2018    | 2019    | 2020       | 2021       | 2022    |         |         |         |
| ▼ 5 365 | ▬ 5 353 | ▼ 5 330 | ▬ 5 343 | ▼ 5 319    | ▼ 5 300    | ▼ 5 260 |         |         |         |

### Мова
Розподіл населення за рідною мовою за даними перепису 2001 року:
| Мова            | Кількість | Відсоток |
| --------------- | --------- | -------- |
| українська      | 5024      | 98.11%   |
| російська       | 78        | 1.52%    |
| білоруська      | 12        | 0.23%    |
| румунська       | 2         | 0.04%    |
| інші/не вказали | 5         | 0.10%    |
| Усього          | 5121      | 100%     |

## Політика

### Органи влади
Місцеві органи влади представлені Гощанською селищною радою.
Селищний голова — Панчук Микола Миколайович. До міської ради входить 22 депутати.

### Селищні голови (з 2006 року)
| ПІБ                         | Основні відомості                                   | Дата обрання | Дата звільнення |
| --------------------------- | --------------------------------------------------- | ------------ | --------------- |
| Макотера Валерій Андрійович | Селищний голова, 1954 року народження, безпартійний | 26.03.2006   | 31.10.2010      |
| Макотера Валерій Андрійович | Селищний голова, 1954 року народження, безпартійний | 31.10.2010   | 11.11.2015      |
| Панчук Микола Миколайович   | Селищний голова, безпартійний                       | 25.10.2015   |                 |

Примітка: таблиця складена за даними джерела

## Пам'ятки
- Свято-Михайлівська церква  — пам'ятка архітектури 17 століття.
- Гощанський парк — один із двох парків Рівненської області — пам'яток садово-паркового мистецтва загальнодержавного значення.
- Садиби Валевських у Тучині та Гощі   17 століття — в стилі шале 19 століття.
- Гощанське городище — пам'ятка археології періоду Київської Русі.

У 2020 році під час розкопок у селищі дослідники виявили залишки житла XI століття, в якому мешкала заможна родина. Археологи знайшли прикраси, обручку, амулет, гральні кістки. 

## Спорт
У селищі знаходиться ФК «Гоща» — аматорський футбольний клуб, що виступає у першій лізі Чемпіонату Рівненської області з футболу.
ФК «Гоща» — переможець 2009 року щорічного районного рейтингу популярності «Гордість району» у номінації «Найкраще спортивне досягнення» (тренер Мельничук Микола Іванович). Бронзовий призер Чемпіонату Рівненської області з футболу (у 2012-2014 роках під назвою ФК "Гоща-АМАКО", тренер Новак Володимир Петрович), переможець (2008 рік під назвою ФК "Гоща-АМАКО", тренер Мельничук Микола Іванович) та бронзовий призер (2007 рік під назвою ФК "Гоща-АМАКО", тренер Мельничук Микола Іванович) Першості Рівненської області з футболу. У 2016-2018 роках команда виступала у Чемпіонаті Рівненської області з футболу під назвою ФК "АГАТ", в 2019 році - ФК "Гоща-РІТТЕР".
На території Гощанського району розташований аеродром «Воронів», унікальний за своїми функціями: єдиний на Західній Україні, де збережено роботу парашутної та планерної ланки. Аеродром проводить навчання парашутному, планерному спорту, приймає у себе літаки, спортивні змагання, а також просто любителів авіації та екстриму.

## Місто-партнер
Комишуваха, Україна (2025)

## Персоналії

### Народилися
- Куковський Іван (Листопад) (рік народження і смерті невідомі) - командир озброєного загону гощанських міщан і селян прилеглих сіл в 1648 році, який брав участь у визвольній війні 1648-1654 рр.
- Гожик Петро Федосійович (1937-2020) - академік Національної академії наук України, директор інституту геологічних наук Національної академії наук України, президент Палеонтологічного товариства Національної академії наук України.
- Яцик Анатолій Васильович (1948-2020) - доктор технічних наук, професор, академік Національної академії аграрних наук України, директор Українського інституту водогосподарсько-екологічних проблем.
- Баша Василь Васильович (нар.13.01.1959 р.), народний артист України, актор Національного академічного драматичного театру імені Івана Франка
- Бабинський Микола Петрович (1911 — після 1991) — український громадський та політичний діяч, просвітянин.
- Богданов Віталій Геннадійович — український футболіст
- Власюк Святослав Миколайович — президент ФК «Верес» (Рівне).
- Гарбарчук Тарас Анатолійович — сержант Збройних сил України, загинув у боях за Дебальцеве.[25]
- Іванюта Сергій Орестович (нар. 1957) — український акушер-гінеколог, доктор медичних наук, професор.
- Карабін Сергій Ігорович (1983—2015) — солдат Збройних сил України, учасник російсько-української війни.[26]
- Новак Олекса Федорович (1932—2015) — громадський і політичний діяч Рівненщини
- Трояновський Андрій Миколайович (1990—2022) — старший лейтенант Збройних сил України, учасник російсько-української війни.

### Навчалися
- Адам Станіслав Красінський — віленський латинський єпископ.[27]

### Долі, обпалені війною
[прояснити]
- Гончар Олександр Іванович
- Дмитрищенко Ганна Сергіївна (ветеран Другої світової війни)[28]
- Загородько Іван Андрійович
- Каташевський Василь Петрович (ветеран Другої світової війни)[29]
- Коренчук Петро Костянтинович (ветеран Другої світової війни)[29]
- Літвіненко Ганна Сергіївна
- Минохін Григорій Павлович
- Невдах Володимир Федорович
- Паламарчук Микола Макарович
- Романов Григорій Інокентійович

## Галерея

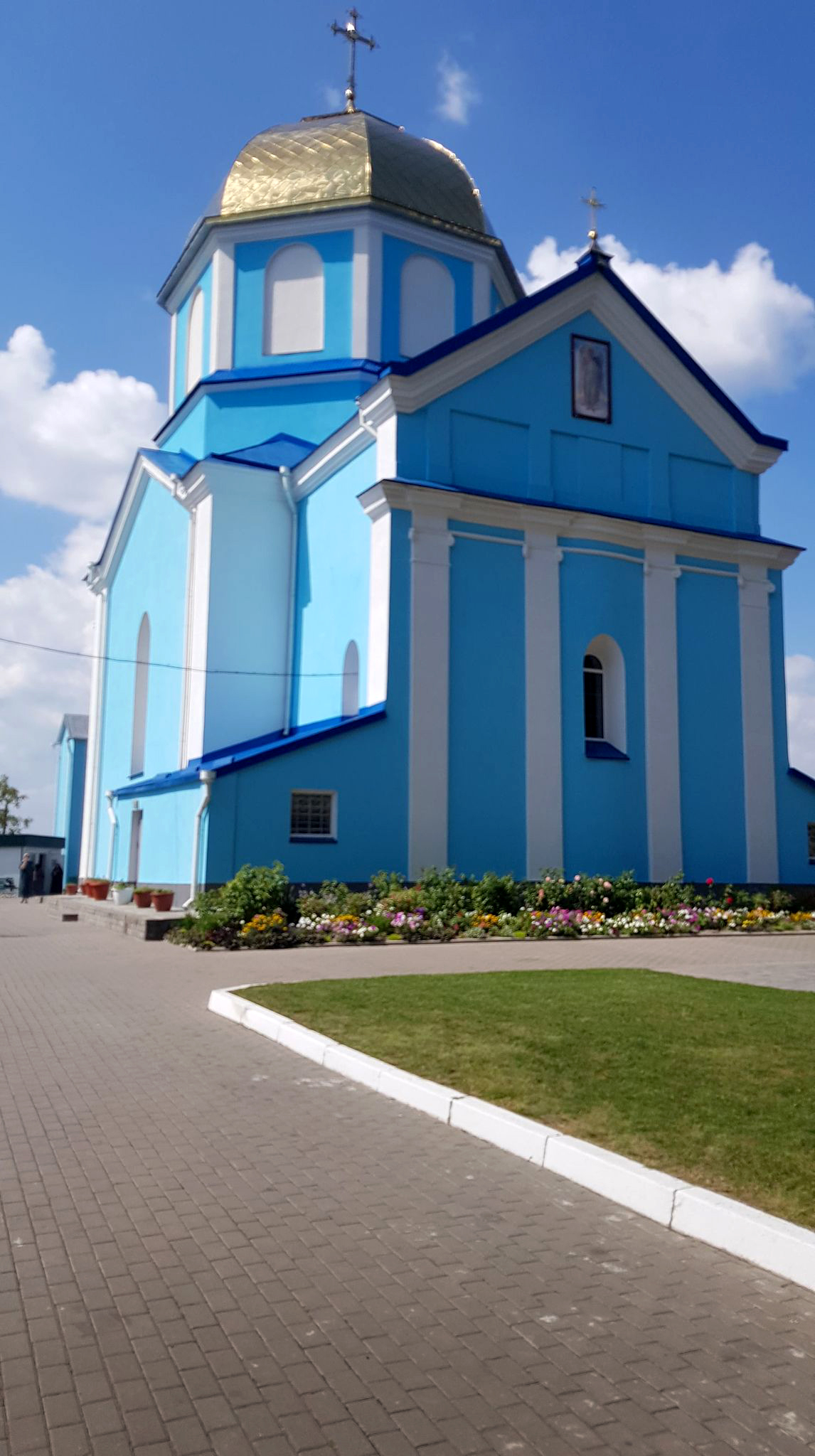
Михайлівська церква (2018)
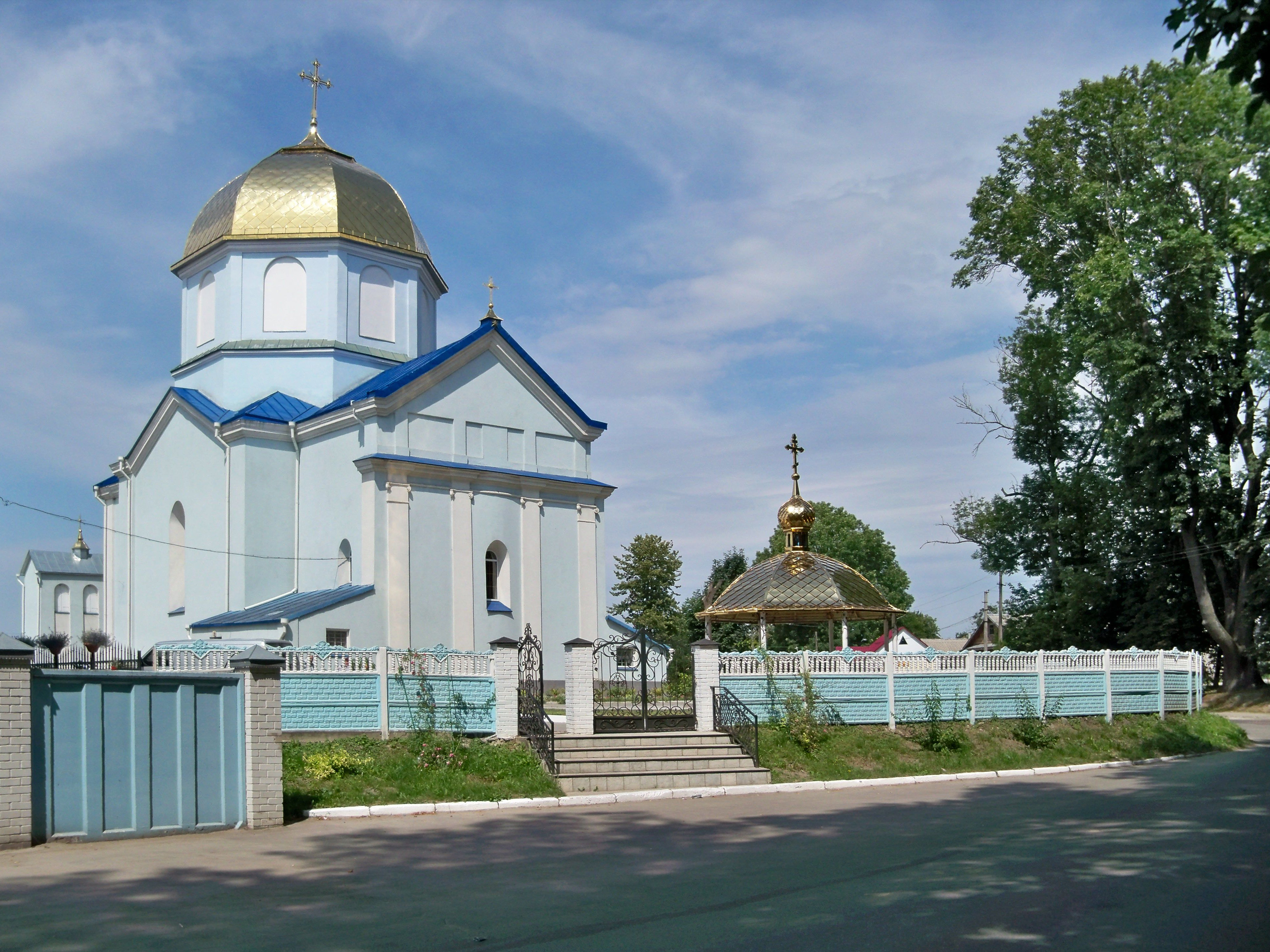
Михайлівська церква (2012)
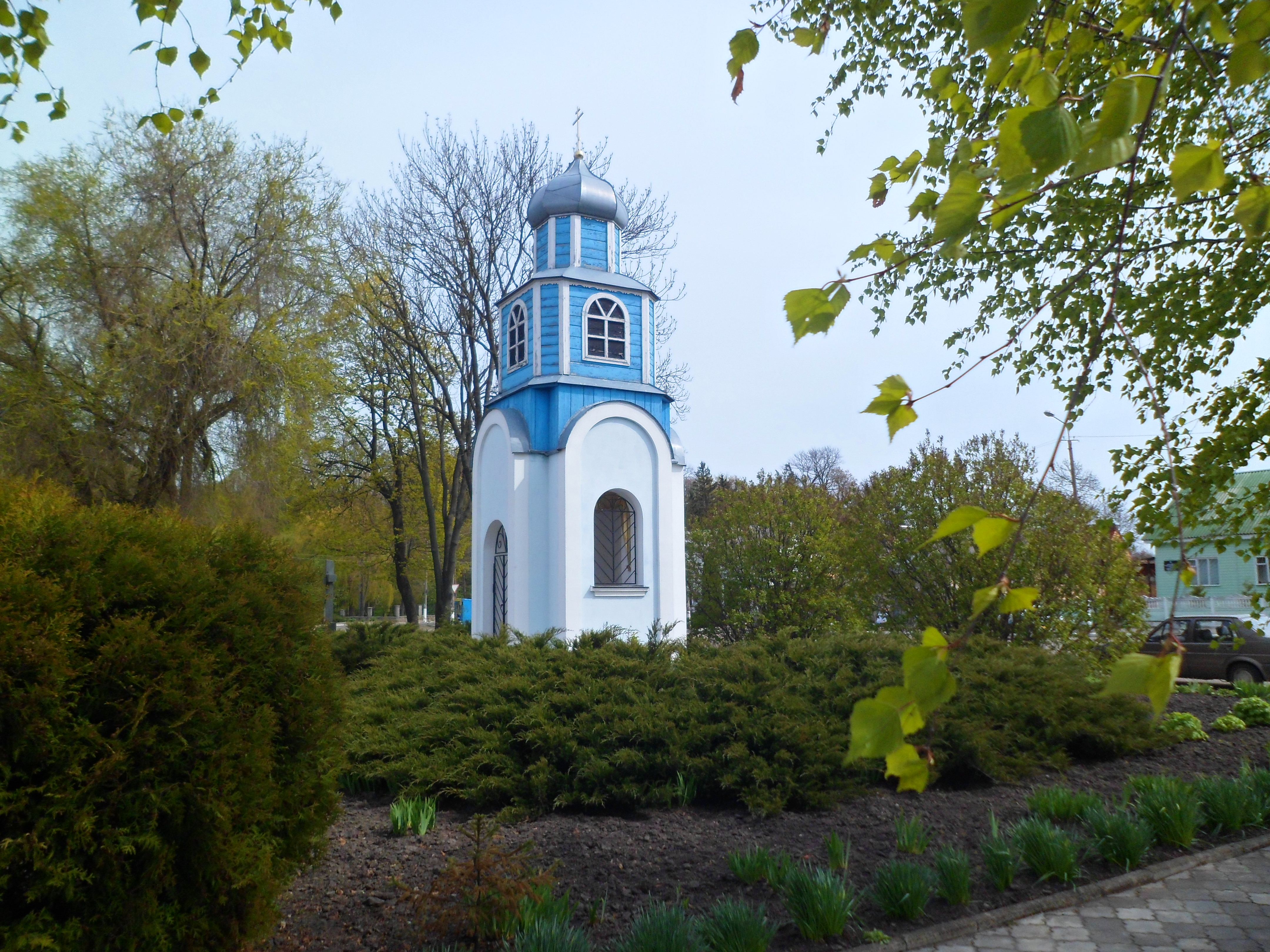
Дзвіниця 1632 р.
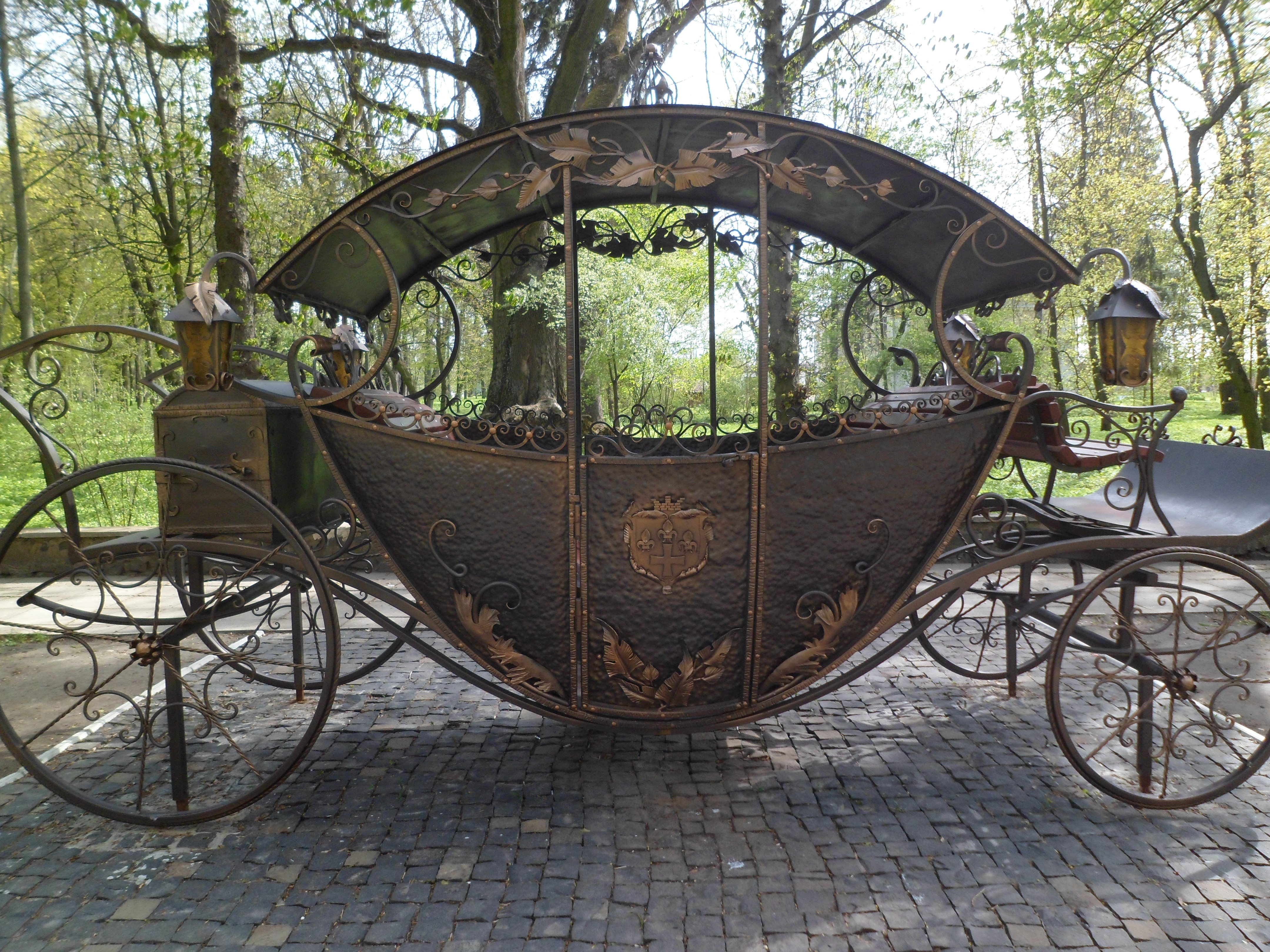
Кована карета у Гощанському парку
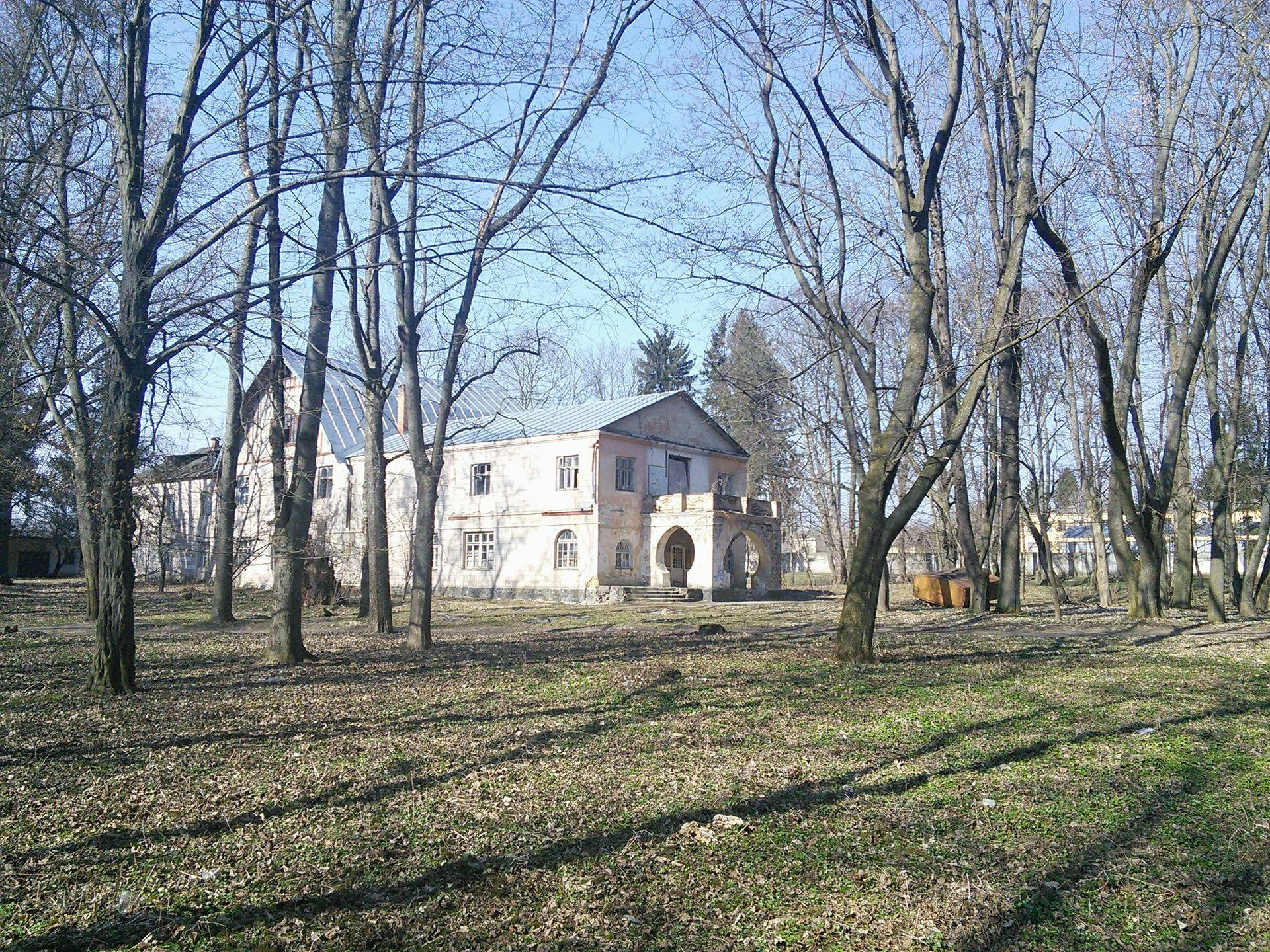
Садиба Валевських